# Беттлс (Аляска)
Беттлс (англ. Bettles, коюкон:Kk'odlel T'odegheelenh Denh) — місто (англ. city) в США, у зоні перепису населення Юкон-Коюкук штату Аляска. Населення — 23 особи (2020).

## Історія
Беттлс було засноване 1896 року, під час Золотої лихоманки на Алясці. Злітно-посадкова смуга була побудована під час Другої світової війни та використовується сьогодні для комерційних рейсів.

## Географія
Розташоване приблизно за 63 км на північний схід від міста Аллакакет і за 2 км від міста Евансвілль, на березі річки Коюкук. Місто розташоване в 35 милях на північ від північного полярного кола і на південь від гірського хребта Брукса.
Беттлс розташований за координатами 66°54′23″ пн. ш. 151°32′16″ зх. д. / 66.90639° пн. ш. 151.53778° зх. д. (66.906318, -151.537737). За даними Бюро перепису населення США в 2010 році місто мало площу 4,51 км², уся площа — суходіл. В 2017 році площа становила 4,00 км², з яких 3,94 км² — суходіл та 0,07 км² — водойми.

### Клімат
Місто знаходиться у зоні, котра характеризується континентальним субарктичним кліматом. Найтепліший місяць — липень із середньою температурою 15.4 °C (59.7 °F). Найхолодніший місяць — січень, із середньою температурою -23.3 °С (-10 °F).
| Клімат Беттлса          | Клімат Беттлса | Клімат Беттлса | Клімат Беттлса | Клімат Беттлса | Клімат Беттлса | Клімат Беттлса | Клімат Беттлса | Клімат Беттлса | Клімат Беттлса | Клімат Беттлса | Клімат Беттлса | Клімат Беттлса | Клімат Беттлса |
| Показник                | Січ.           | Лют.           | Бер.           | Квіт.          | Трав.          | Черв.          | Лип.           | Серп.          | Вер.           | Жовт.          | Лист.          | Груд.          | Рік            |
| Абсолютний максимум, °C | 8,9            | 4,4            | 9,4            | 18,9           | 30             | 33,3           | 33,9           | 31,1           | 26,1           | 13,9           | 7,2            | 3,3            | 33,9           |
| Середній максимум, °C   | −19            | −15,3          | −8,5           | 1,3            | 12,6           | 20,7           | 21             | 16,7           | 9,4            | −3,6           | −14,4          | −16,7          | 0,4            |
| Середня температура, °C | −23,3          | −20,6          | −15,3          | −4,8           | 6,9            | 14,7           | 15,4           | 11,4           | 4,8            | −7,3           | −18,3          | −20,9          | −4,7           |
| Середній мінімум, °C    | −27,7          | −25,8          | −22,2          | −10,9          | 1,2            | 8,7            | 9,8            | 6,1            | 0,2            | −11,1          | −22,3          | −25,2          | −9,9           |
| Абсолютний мінімум, °C  | −56,7          | −53,3          | −48,9          | −38,3          | −23,3          | −2,8           | −1,7           | −5,6           | −17,8          | −37,2          | −49,4          | −50,6          | −56,7          |
| Норма опадів, мм        | 20.3           | 22.9           | 15.2           | 15.2           | 22.9           | 35.6           | 61             | 66             | 48.3           | 25.4           | 22.9           | 22.9           | 378.5          |
| Днів з опадами          | 9              | 9              | 7,3            | 6,4            | 8,3            | 10,8           | 13,5           | 14,6           | 12,2           | 12             | 10,6           | 11,4           | 125,1          |
| Днів з дощем            | 8              | 7              | 7              | 5              | 6              | 10             | 11             | 13             | 11             | 11             | 10             | 10             | 110            |
| Днів зі снігом          | 10             | 10,3           | 8,1            | 5,6            | 1,2            | 0              | 0              | 0              | 2,1            | 11,4           | 11,5           | 12,5           | 72,7           |
| Вологість повітря, %    | 77.4           | 73.7           | 63.3           | 60.3           | 56.2           | 58.6           | 68.2           | 73.9           | 73.7           | 77.4           | 76.8           | 76.3           | 69.7           |
| ----------------------- | -------------- | -------------- | -------------- | -------------- | -------------- | -------------- | -------------- | -------------- | -------------- | -------------- | -------------- | -------------- | -------------- |
| Джерело: Weatherbase    |                |                |                |                |                |                |                |                |                |                |                |                |                |

## Демографія
Згідно з переписом 2010 року, у місті мешкало 12 осіб у 9 домогосподарствах у складі 3 родин. Густота населення становила 3 особи/км². Було 25 помешкань (6/км²).
Расовий склад населення:
| - 75,0 % — білих - 8,3 % — чорних або афроамериканців |

До двох чи більше рас належало 16,7 %. Частка іспаномовних становила 0,0 % від усіх жителів.
За віковим діапазоном населення розподілялося таким чином: 0,0 % — особи молодші 18 років, 91,7 % — особи у віці 18—64 років, 8,3 % — особи у віці 65 років та старші. Медіана віку мешканця становила 55,7 року. На 100 осіб жіночої статі у місті припадало 140,0 чоловіків; на 100 жінок у віці від 18 років та старших — 140,0 чоловіків також старших 18 років.
Цивільне працевлаштоване населення становило 19 осіб. Основні галузі зайнятості: публічна адміністрація — 21,1 %, мистецтво, розваги та відпочинок — 21,1 %, освіта, охорона здоров'я та соціальна допомога — 21,1 %.

### Перепис 2000
За даними перепису 2000 року населення міста становило 43 особи. Расовий склад: корінні американці — 18,16 %; білі — 76,74 %; представники двох і більше рас — 4,65 %. Частка осіб у віці молодше 18 років — 30,2 %. Середній вік населення — 34 року. На кожні 100 жінок припадає 104,8 чоловіків; на кожні 100 жінок старше 18 років — 130,8 чоловіків.
З 16 домашніх господарств в 37,5 % — виховували дітей віком до 18 років, 50,0 % представляли собою подружні пари, які спільно проживають, в 6,3 % сімей жінки проживали без чоловіків, 43,8 % не мали родини. 18,8 % від загального числа сімей на момент перепису жили самостійно, при цьому 0 % склали самотні літні люди у віці 65 років та старше. В середньому домашнє господарство ведуть 2,69 осіб, а середній розмір родини — 3,44 осіб.
Середній дохід на спільне господарство — $49 375; середній дохід на сім'ю — $65 000. Середній дохід чоловіка — $47 917; жінки — $48 750. Середній дохід на душу населення — $19 585. Близько 10,0 % сімей та 6,4 % мешканців живуть за межею бідності, включаючи 11,1 % осіб молодше 18 років і 0 % осіб старші 65 років.

## Транспорт
У місті розташовується аеропорт Беттлс.